# Bionaz
Bionaz  (prononcé Biona) est une commune italienne alpine de la région Vallée d'Aoste.

## Toponymie
Suivant le patois francoprovençal local, le nom « Bionaz » se prononce sans le « z » final, « Biòna », comme pour de nombreux toponymes et noms de famille (dont Bionaz est l'un des plus répandus) de la Vallée d'Aoste et des régions limitrophes (Savoie et Valais).

Cette particularité est liée à un petit paraphe que les rédacteurs des registres des États de Savoie ajoutaient à la fin des mots (qu'ils soient des toponymes ou des noms de famille) à prononcer comme des paroxytons, ceux-ci étant très fréquents dans le patois francoprovençal local. Par la suite, ce petit signe a été assimilé comme un z.

## Géographie
Cette commune se situe à la fin de la vallée du même nom, reliée au val d'Hérens par le col Collon. C'est la commune la plus septentrionale de la Vallée d'Aoste, et la première quant au pourcentage de territoire montagneux, des 1 490 mètres du hameau Les Places aux 4 171 mètres de la Dent d'Hérens, assurant une biodiversité très variée. C'est également la commune avec la superficie glacée la plus étendue (15 %) avec 20 glaciers.

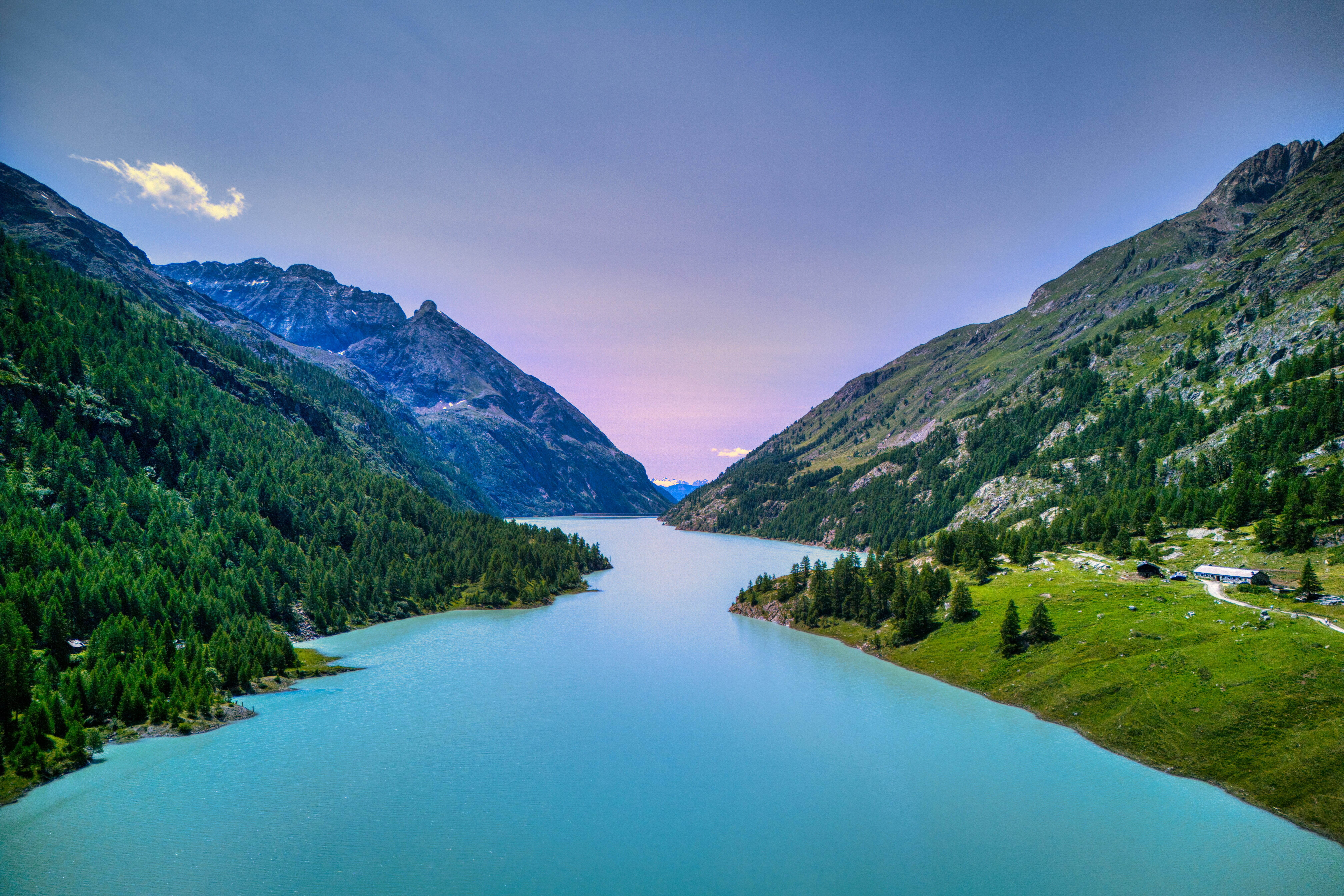
Le lac de Place-Moulin

Localisation de la commune de Bionaz à l'intérieur de la Vallée d'Aoste.

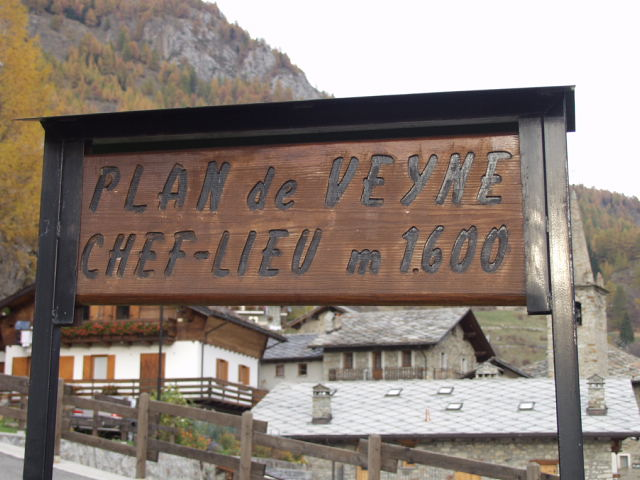
Panneau routier au Plan de Veyne (chef-lieu).

Sur le territoire de la commune se trouvent le lac de Place-Moulin, l'un des plus gros lacs artificiels valdôtains, et le marais Viver.
Bionaz est la troisième commune valdôtaine en superficie, après Cogne et Courmayeur. Elle se compose de 21 hameaux, et le chef-lieu, Plan de Veyne, se situe à 1 600 mètres.

## Répartition linguistique
À Bionaz, presque la totalité de la population est de langue maternelle francoprovençale valdôtaine.

## Économie
Bionaz fait partie de la communauté de montagne Grand-Combin.

### Tourisme

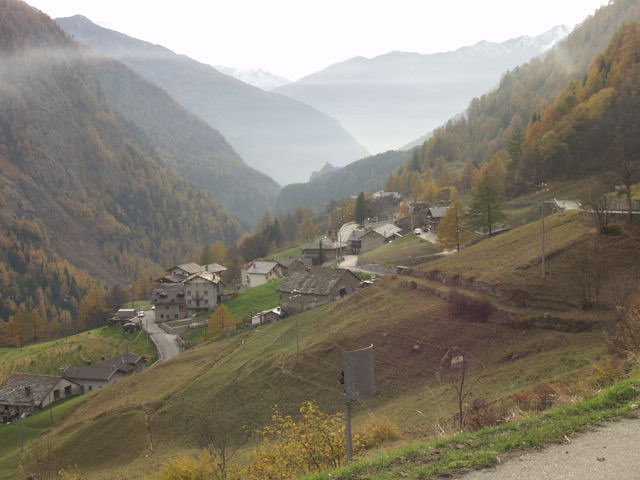
Panorama du val de Bionaz.

Les refuges qui suivent sont situés sur le territoire de Bionaz :
- Refuge Prarayer - 2 005 mètres ;
- Refuge Aoste - 2 788 mètres ;
- Refuge Nacamuli au Col Collon - 2 818 mètres ;
- Bivouac Sassa - 2 850 mètres ;
- Refuge Crête Sèche - 2 398 mètres.

### Produits typiques
Comme pour toutes les communes du Valpelline, à Bionaz est répandue la soupe à la valpellinoise (ou Seupa à la vâpeuleunèntse en patois valdôtain).

## Personnalités liées à Bionaz
- Patrick Favre
- Elviro Blanc - biathlète

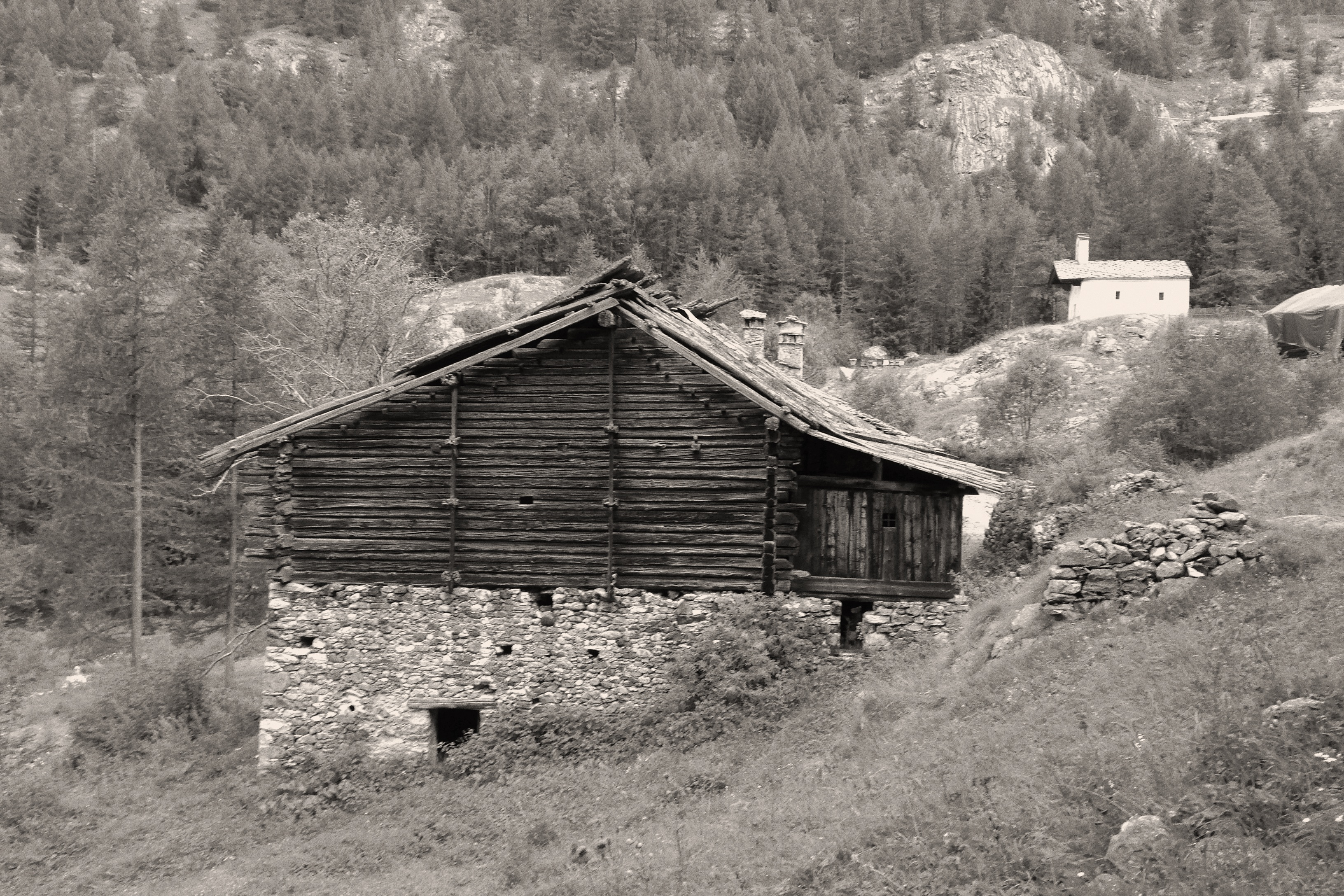
Exemple d'architecture alpine.
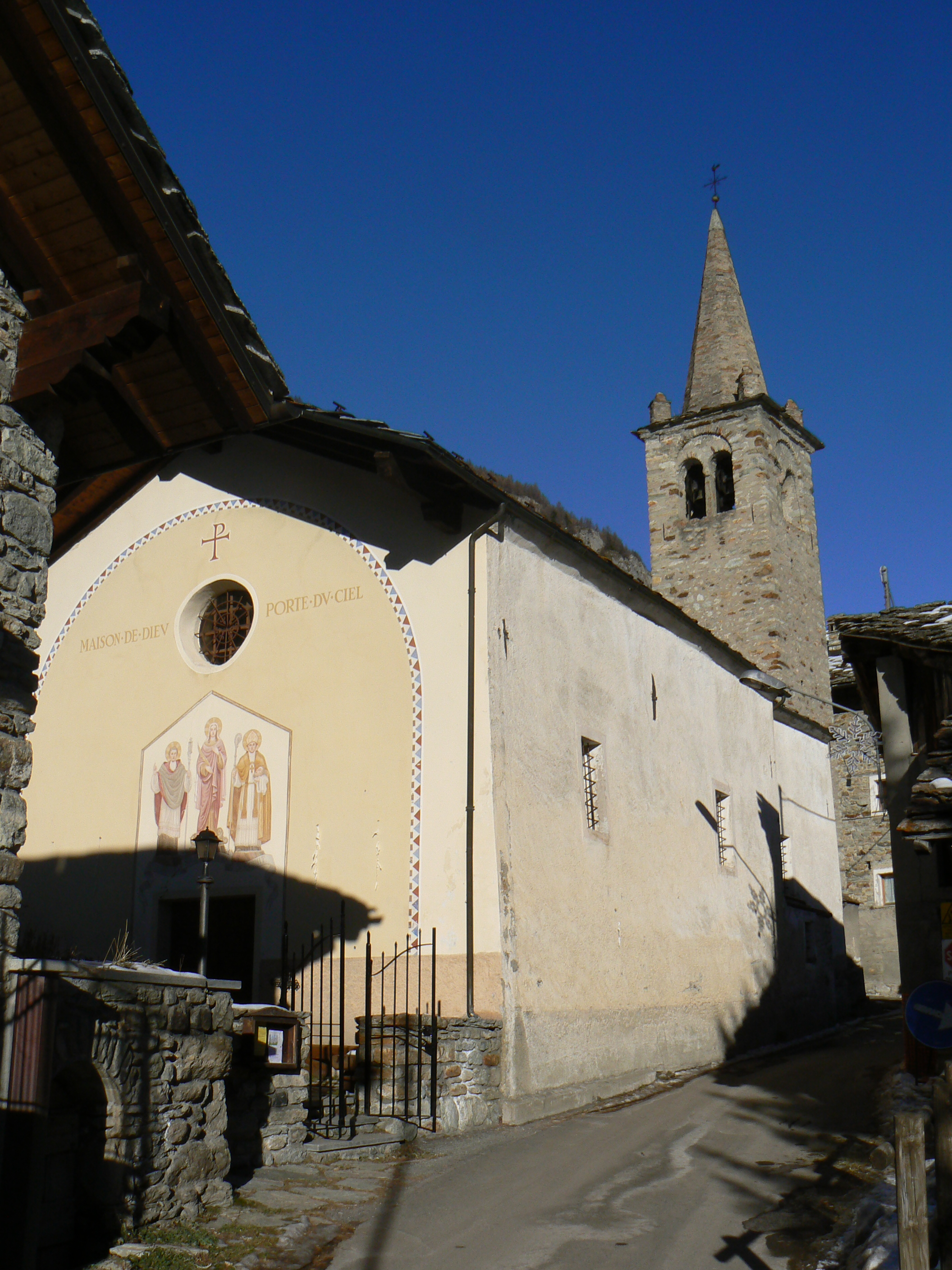
L'église paroissiale Sainte-Marguerite.
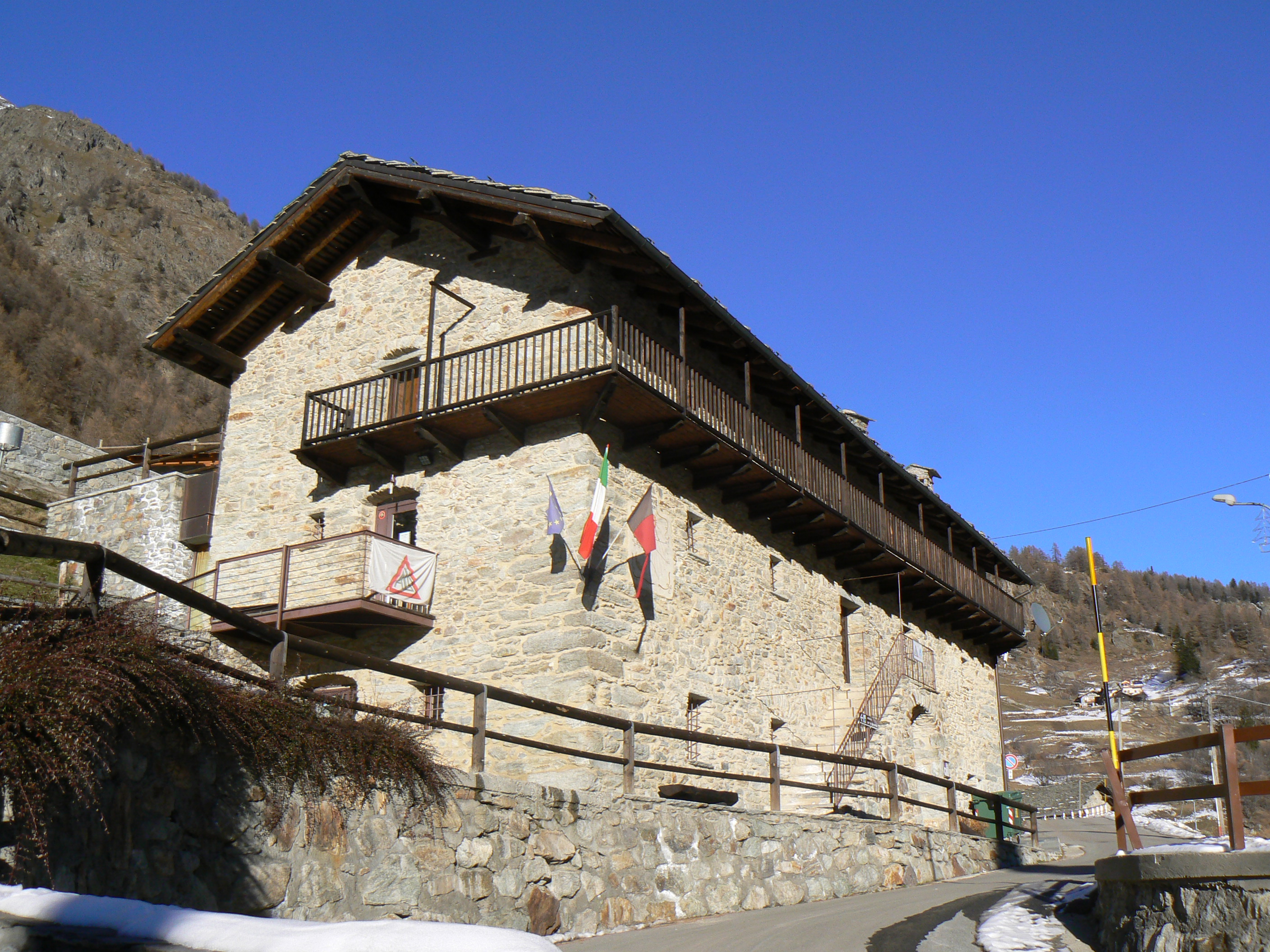
La Bâtise, ancienne maison aujourd'hui siège d'une auberge de jeunesse.
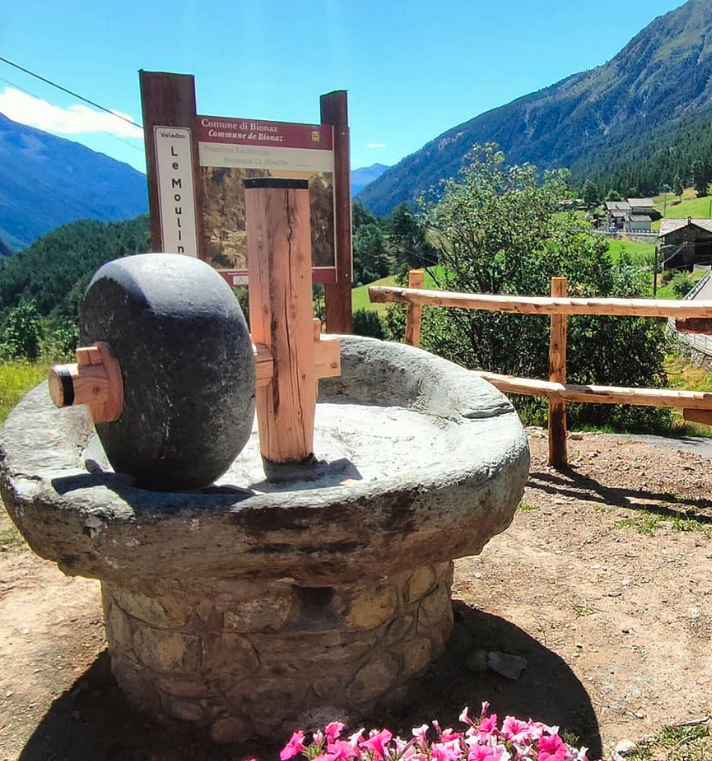
Le moulin dans le hameau du même nom.

## Fêtes, foires
- Le Carnaval de la Combe froide, en patois valdôtain, Carnaval de la coumba freida (voir lien externe) ;
- Comme partout en Vallée d'Aoste, l'inalpe et la désalpe (respectivement enarpa et désarpa en patois valdôtain) constituent les fêtes principales de l'année, ensemble avec la cuisson du pain dans les fours de hameaux.

## Sport
Dans cette commune se pratique la rebatta, l'un des sports traditionnels valdôtains.
La pratique de l'alpinisme et du ski de fond et de montagne est largement répandue à Bionaz. Trois sites d'escalade sont présents, ainsi que des parcours pour les raquettes à neige et pour les VTT. On peut trouver également des sites pour l'escalade glaciaire.
Une piste équipée pour le biathlon se situe près du lac de Lexert, avec un stand de tir et une piste de ski de fond.
La pêche est pratiquée aux lacs de Lexert et de Place-Moulin, ainsi qu'au long du Buthier.

## Administration

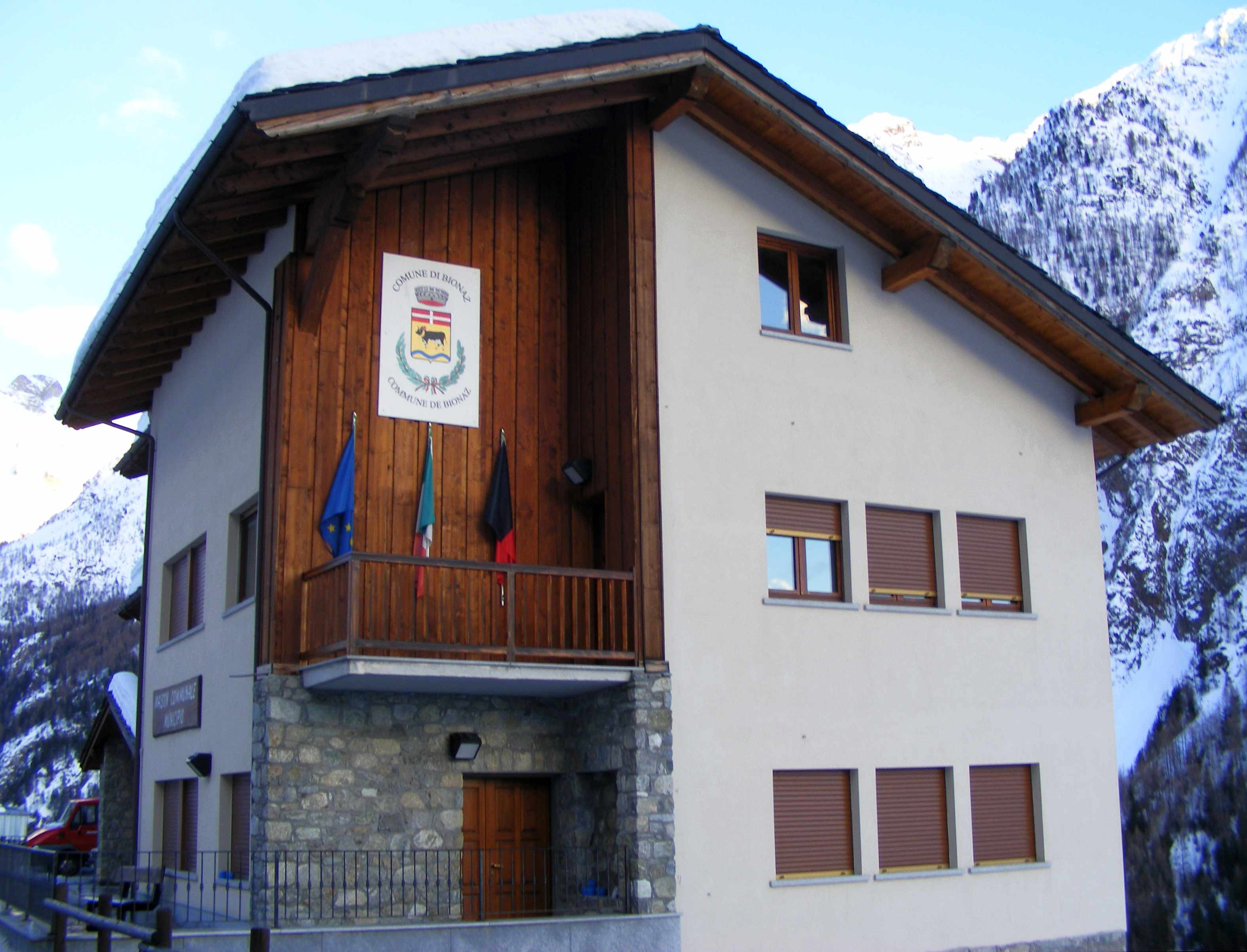
La maison communale.

| Période                                  | Période           | Identité       | Étiquette     | Qualité |
| ---------------------------------------- | ----------------- | -------------- | ------------- | ------- |
| 9 mai 2005                               | 24 mai 2010       | Armand Chentre |               | Syndic  |
| 24 mai 2010                              | 19 septembre 2020 | Armand Chentre | Liste civique | Syndic  |
| 20 septembre 2020                        | En cours          | Valter Nicase  | Liste civique | Syndic  |
| Les données manquantes sont à compléter. |                   |                |               |         |

### Hameaux
Balmes, Chamin, Chentre, Chez Badin, Chez Chenoux, Chez les Merloz, Chez Noyer, Clou Neuf, Crêtes, Dzovennoz, La Ferrère, La Léchère, La Quellod, Lexert, Ley, Lo Vianoz, Moulin, Perquis, Places, Plan de Veyne (chef-lieu), Pouillayes, Prarayer, Propère, Rey, Rû, Vagère

### Communes limitrophes
Bagnes (Valais), Évolène (Valais), Nus, Ollomont, Oyace, Torgnon, Valtournenche, Zermatt (Valais)

### Source
- Joseph-Gabriel Rivolin, Directeur des Archives historiques régionales valdôtaines, dans la revue "La Communauté du Grand Combin", No. 7, juillet 2001